# Rhimphalea sceletalis
Rhimphalea sceletalis là một loài bướm đêm trong họ Crambidae.